# Stowmarket
Stowmarket est une ville de 15 059 habitants du Suffolk. Elle est située sur la A14 entre Bury St Edmunds et Ipswich ainsi que sur la ligne ferroviaire entre Londres et Norwich.
Elle est la plus grande ville du Mid Suffolk, sur les bords de la Gipping (en), rejointe par la Rat plus au sud.
La ville tient son nom du mot anglo-saxon Stow qui signifie, « place principale ». Elle reçut une charte pour organiser un marché en 1347 par Édouard III d'Angleterre, ce qui y a rajouté le suffixe « market ».
Aujourd'hui encore, un marché bi-hebdomadaire s'y tient les jeudis et samedis.

## Source
- (en) Cet article est partiellement ou en totalité issu de l’article de Wikipédia en anglais intitulé « Stowmarket » (voir la liste des auteurs).